# Temporada 1959-60 de los St. Louis Hawks
La temporada 1959-60 fue la undécima de los St. Louis Hawks en la NBA. La temporada regular acabó con 46 victorias y 29 derrotas, ocupando el primer puesto de la División Oeste. Se clasificaron para los playoffs, cayendo en las finales ante los Boston Celtics.

## Elecciones en elDraft
| Ronda | Puesto | Jugador       | Posición  | Nacionalidad   | Universidad     |
| ----- | ------ | ------------- | --------- | -------------- | --------------- |
| T     | -      | Bob Ferry     | Ala-Pívot | Estados Unidos | Saint Louis     |
| 2     | 12     | Al Seiden     | Base      | Estados Unidos | St. John's      |
| 2     | 13     | Cal Ramsey    | Alero     | Estados Unidos | New York        |
| 5     | 37     | Nick Mantis   | Base      | Estados Unidos | Northwestern    |
| 11    | 77     | John Barnhill | Base      | Estados Unidos | Tennessee State |

## Temporada regular
| División Oeste       | División Oeste | División Oeste | División Oeste | División Oeste | División Oeste | División Oeste | División Oeste | División Oeste |
| Equipo               | G              | P              | %              | PD             | Casa           | Fuera          | Neutral        | Div            |
| -------------------- | -------------- | -------------- | -------------- | -------------- | -------------- | -------------- | -------------- | -------------- |
| x-St. Louis Hawks    | 46             | 29             | .613           | –              | 28–5           | 12–20          | 6–4            | 27–12          |
| x-Detroit Pistons    | 30             | 45             | .400           | 16             | 17–14          | 6–21           | 7–10           | 20–19          |
| x-Minneapolis Lakers | 25             | 50             | .333           | 21             | 9–15           | 9–21           | 7–14           | 17–22          |
| Cincinnati Royals    | 19             | 56             | .253           | 27             | 9–22           | 2–20           | 8–14           | 14–25          |

## Playoffs

### Finales de División
St. Louis Hawks - Minneapolis Lakers
| Fecha       | Partido                                          | Ciudad      |
| ----------- | ------------------------------------------------ | ----------- |
| 16 de marzo | St. Louis Hawks 112, Minneapolis Lakers 99       | St. Louis   |
| 17 de marzo | St. Louis Hawks 113, Minneapolis Lakers 120      | St. Louis   |
| 19 de marzo | Minneapolis Lakers 89, St. Louis Hawks 93        | Minneapolis |
| 20 de marzo | Minneapolis Lakers 103, St. Louis Hawks 101      | Minneapolis |
| 22 de marzo | St. Louis Hawks 110, Minneapolis Lakers 117 (OT) | St. Louis   |
| 24 de marzo | Minneapolis Lakers 96, St. Louis Hawks 117       | Minneapolis |
| 26 de marzo | St. Louis Hawks 97, Minneapolis Lakers 86        | St. Louis   |
|             | St. Louis gana las series 4-3                    |             |

### Finales de la NBA
Boston Celtics - St. Louis Hawks
| Fecha       | Partido                                 | Ciudad    |
| ----------- | --------------------------------------- | --------- |
| 27 de marzo | Boston Celtics 140, St. Louis Hawks 122 | Boston    |
| 29 de marzo | Boston Celtics 103, St. Louis Hawks 113 | Boston    |
| 2 de abril  | St. Louis Hawks 86, Boston Celtics 102  | St. Louis |
| 3 de abril  | St. Louis Hawks 106, Boston Celtics 96  | St. Louis |
| 5 de abril  | Boston Celtics 127, St. Louis Hawks 102 | Boston    |
| 7 de abril  | St. Louis Hawks 105, Boston Celtics 102 | St. Louis |
| 9 de abril  | Boston Celtics 122, St. Louis Hawks 103 | Boston    |
|             | Boston gana las finales 4-3             |           |

## Estadísticas
| Rk | Jugador          | Edad | P  | PT | MP   | TC  | TCI  | %TC  | 3P | 3PI | %3P | TL  | TLI  | %TL  | RO | RD | RT   | AS  | RB | TAP | BP | FP  | PTS  |
| 1  | Bob Pettit       | 27   | 72 |    | 40.2 | 9.3 | 21.2 | .438 |    |     |     | 7.6 | 10.0 | .753 |    |    | 17.0 | 3.6 |    |     |    | 2.8 | 26.1 |
| 2  | Cliff Hagan      | 28   | 75 |    | 37.3 | 9.6 | 20.7 | .464 |    |     |     | 5.6 | 7.0  | .803 |    |    | 10.7 | 4.0 |    |     |    | 3.6 | 24.8 |
| 3  | Clyde Lovellette | 30   | 68 |    | 28.7 | 8.1 | 17.3 | .468 |    |     |     | 4.6 | 5.7  | .821 |    |    | 10.6 | 1.9 |    |     |    | 3.6 | 20.8 |
| 4  | Al Ferrari       | 26   | 71 |    | 22.1 | 3.0 | 7.4  | .413 |    |     |     | 2.5 | 3.2  | .782 |    |    | 2.3  | 2.6 |    |     |    | 2.9 | 8.6  |
| 5  | Johnny McCarthy  | 25   | 75 |    | 31.8 | 3.2 | 9.7  | .329 |    |     |     | 2.0 | 3.0  | .659 |    |    | 4.0  | 4.4 |    |     |    | 3.1 | 8.4  |
| 6  | Dave Piontek     | 25   | 25 |    | 28.9 | 3.0 | 7.9  | .381 |    |     |     | 1.8 | 3.2  | .563 |    |    | 4.8  | 1.4 |    |     |    | 2.7 | 7.8  |
| 7  | Slater Martin    | 34   | 64 |    | 27.4 | 2.2 | 6.0  | .371 |    |     |     | 1.8 | 2.4  | .729 |    |    | 2.9  | 5.2 |    |     |    | 2.7 | 6.2  |
| 8  | Si Green         | 26   | 70 |    | 19.3 | 2.3 | 6.1  | .372 |    |     |     | 1.6 | 2.5  | .634 |    |    | 3.7  | 1.9 |    |     |    | 2.1 | 6.1  |
| 9  | Bob Ferry        | 22   | 62 |    | 14.1 | 2.3 | 5.5  | .426 |    |     |     | 1.2 | 1.9  | .639 |    |    | 3.8  | 0.6 |    |     |    | 2.1 | 5.9  |
| 10 | Cal Ramsey       | 22   | 4  |    | 8.8  | 1.8 | 4.8  | .368 |    |     |     | 0.8 | 1.0  | .750 |    |    | 4.8  | 0.0 |    |     |    | 1.0 | 4.3  |
| 11 | Jack McMahon     | 31   | 25 |    | 13.4 | 1.3 | 3.7  | .355 |    |     |     | 0.6 | 1.2  | .552 |    |    | 1.0  | 2.0 |    |     |    | 1.7 | 3.3  |
| 12 | Hub Reed         | 23   | 2  |    | 8.5  | 0.5 | 1.5  | .333 |    |     |     | 0.0 | 0.0  |      |    |    | 1.0  | 0.0 |    |     |    | 1.0 | 1.0  |
| 13 | Larry Foust      | 31   | 25 |    |      |     |      |      |    |     |     |     |      |      |    |    |      |     |    |     |    |     |      |
| 14 | Dave Gambee      | 22   | 42 |    |      |     |      |      |    |     |     |     |      |      |    |    |      |     |    |     |    |     |      |
| 15 | Chuck Share      | 32   | 38 |    |      |     |      |      |    |     |     |     |      |      |    |    |      |     |    |     |    |     |      |

## Galardones y récords
| Jugador    | Galardón                 |
| Bob Pettit | Mejor quinteto de la NBA |